# Kittel Halvorson
Kittel Halvorson (* 15. Dezember 1846 in Telemark, Norwegen; † 12. Juli 1936 in Havana, North Dakota) war ein US-amerikanischer Politiker. Zwischen 1891 und 1893 vertrat er den Bundesstaat Minnesota im US-Repräsentantenhaus.

## Werdegang
Noch als Kleinkind kam Kittel Halvorson mit seinen Eltern in die Vereinigten Staaten. Die Familie ließ sich zunächst in Wisconsin nieder. Dort besuchte der Junge die öffentlichen Schulen in der Town of Winchester. Zwischen 1863 und 1865 diente Halvorson während des Bürgerkrieges als Soldat in der Armee der Union. Im November 1865 zog er in das Stearns County in Minnesota. Dort befasste er sich mit der Viehzucht und anderen landwirtschaftlichen Tätigkeiten. Zwischen 1870 und 1875 war er als Friedensrichter tätig. Von 1870 bis 1891 bekleidete Halvorson einige lokale Ämter in Belgrade.
Politisch war Halvorson Mitglied der kurzlebigen Populist Party. Zwischen 1886 und 1888 saß er als Abgeordneter im Repräsentantenhaus von Minnesota. Bei den Kongresswahlen des Jahres 1890 wurde er im fünften Wahlbezirk von Minnesota in das US-Repräsentantenhaus in Washington, D.C. gewählt, wo er am 4. März 1891 die Nachfolge von Solomon Comstock antrat. Da er bereits bei den nächsten Wahlen gegen Loren Fletcher von der Republikanischen Partei verlor, konnte er bis zum 3. März 1893 nur eine Legislaturperiode im Kongress absolvieren.
Nach dem Ende seiner Zeit im US-Repräsentantenhaus arbeitete Halvorson wieder in der Landwirtschaft. Zwischen 1900 und 1910 lebte und arbeitete er im Sargent County in North Dakota. Dann kehrte er nach Minnesota zurück, wo er bis 1924 in North Fork als Farmer arbeitete. Danach zog er sich in den Ruhestand zurück. Er starb am 12. Juli 1936 in Havana (North Dakota).